# Далли, Элена
Элена Далли (англ. Helena Dalli), урождённая Элена Абела (англ. Helena Abela, род. 29 сентября 1962) — мальтийский политик, занимающая пост комиссара ЕС по вопросам равенства с 1 декабря 2019 года. Она является членом Лейбористской партии.

## Карьера

### Парламентский секретарь
В 1996 году Далли была избрана в парламент Мальты и назначена парламентским секретарём по правам женщин в канцелярии премьер-министра. Она была переизбрана на пяти последующих выборах, что сделало её второй наиболее избираемой женщиной в политической истории Мальты после Агаты Барбара.
В течение двух лет своего пребывания в должности она выдвинула законопроект об уходе за детьми, предусматривающий регулирование услуг по уходу за детьми как в государственном, так и в частном секторе, и позаботилась о разработке законопроекта о гендерном равенстве при содействии Программы развития Организации Объединённых Наций. Далли также выпустила первую на Мальте белую книгу о домашнем насилии.

### Министр
В период с 2013 по 2017 год д-р Далли была министром социального диалога, защиты прав потребителей и гражданских свобод. Под её руководством правительство Мальты приняло несколько законов, направленных на укрепление системы равенства и прав человека, в том числе Закон о гражданских союзах, а также расширило антидискриминационную защиту в конституции Мальты, чтобы охватить признаки гендерной идентичности и сексуальной ориентации.
В апреле 2015 года она представила закон, устанавливающий широкие права для трансгендеров и интерсекс-людей. Закон о гендерной идентичности, гендерном самовыражении и половых характеристиках предусматривает право на гендерную идентичность и признание самоопределяемого пола в официальных документах, а также признаёт право на физическую неприкосновенность и физическую автономию.
В то же время Далли ввела национальный фонд отпуска по беременности и родам, в который вносят взносы все работодатели независимо от пола своих сотрудников, чтобы защитить женщин от дискриминации во время процесса найма.

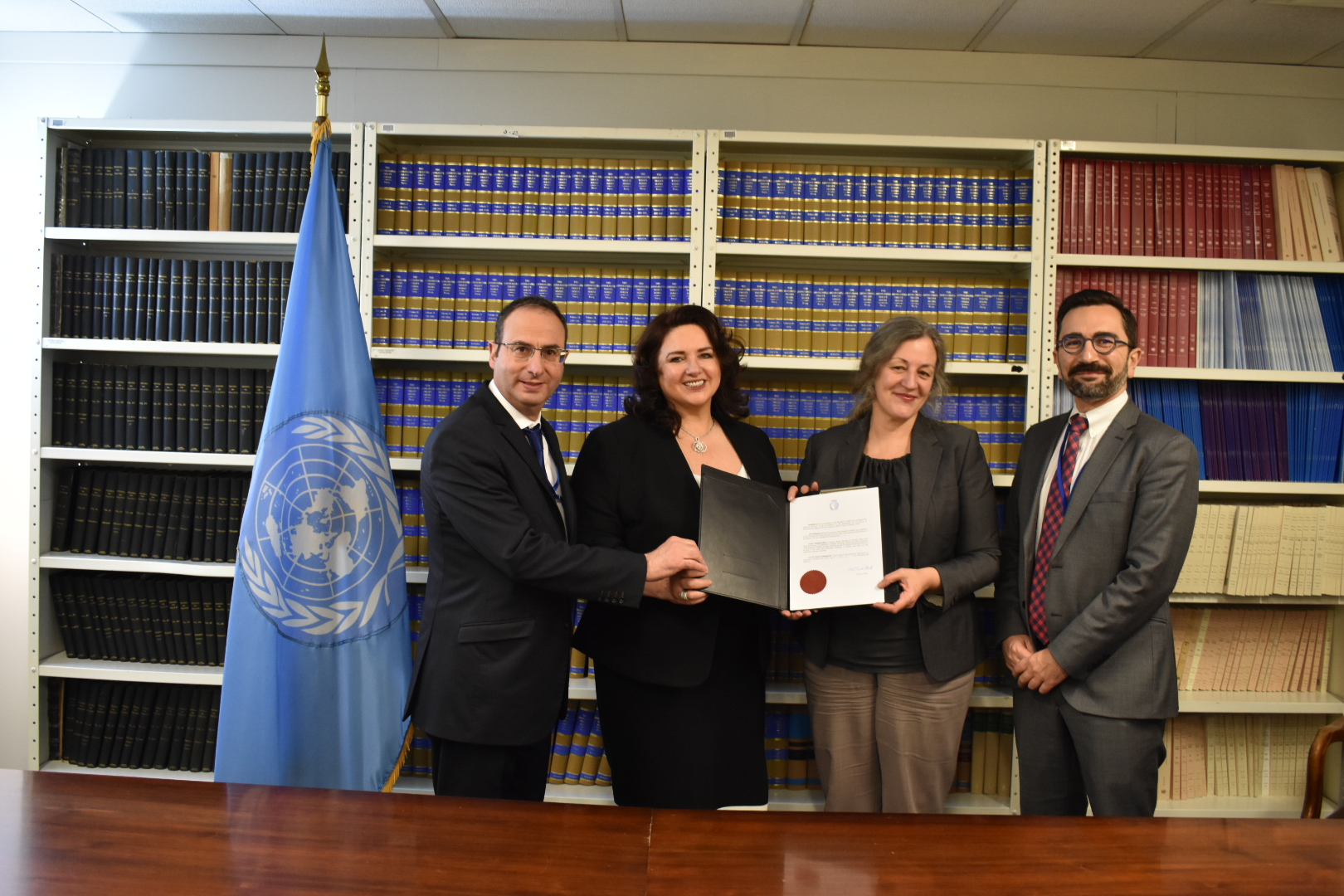
Далли представляет инструмент Мальты по присоединению к протоколу OP-CEDAW в Штаб-квартире ООН в марте 2019 года

В 2015 году Элена Далли возглавила процесс учреждения Международного дня женщин и девочек в науке, который ООН ежегодно отмечает 11 февраля. Далли также сыграла важную роль в реструктуризации Управления по лекарственным средствам Мальты.
Далли была переизбрана от двух округов на всеобщих выборах 2017 года. В начале новой сессии она представила в парламент законопроект о введении равноправия в браке (однополые браки). Работа Далли в сфере обеспечения равенства привела к тому, что Мальта стала страной, обеспечивающей наилучшую правовую защиту и равенство для ЛГБТ. В результате Мальта удерживала первое место в рейтинге стран ILGA-Europe четыре года подряд.

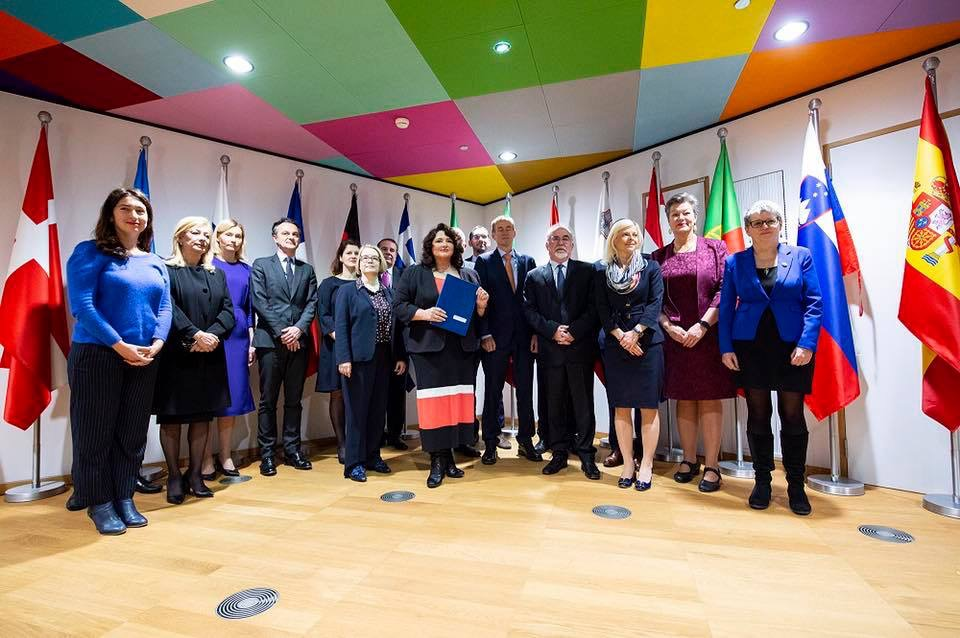
Призыв Европейской комиссии принять меры в связи со Списком действий ЛГБТ (декабрь 2018)

В течение обоих сроков на посту министра Далли работала над укреплением структур Мальты в области прав человека и равенства и их независимости, а также над диалогом с гражданским обществом и социальными партнёрами. В связи с этим она создала Управление по правам человека и равенству, которое отвечает за государственную политику в области гендерного равенства и учёта гендерной проблематики, равенства ЛГБТ, интеграции мигрантов и борьбы с расизмом. Она также создала Консультативный совет ЛГБТ, Консультативный совет по правам женщин и Форум по вопросам интеграции. После длительного и многоступенчатого процесса консультаций она представила законопроект о равенстве и законопроект о Комиссии по правам человека и равенству, которые направлены на внедрение самых высоких стандартов в отношении борьбы с дискриминацией и равенства во всех сферах жизни, а также на создание независимого национального правозащитного учреждения в соответствии с Парижскими принципами Организации Объединённых Наций и директивами Европейского союза о равенстве.
После европейских выборов 2019 года Далли была выдвинута правительством премьер-министра Маската кандидатом от Мальты в последующую Европейскую комиссию.

### Комиссар
В 2019 году Далли была назначена европейским комиссаром по вопросам равенства в Комиссии фон дер Ляйен. Её портфолио включало руководящую работу по реализации в ЕС Конвенции ООН о правах инвалидов, разработку европейской «гендерной стратегии» для дальнейшего улучшения прав женщин путём повышения прозрачности оплаты и обеспечения выполнения Директивы о женщинах в советах директоров, обеспечения реализации Директивы о балансе между работой и личной жизнью, исследуя вопрос о добавлении «насилия в отношении женщин» в список преступлений ЕС и поддерживая присоединение ЕС к Стамбульской конвенции.
В ноябре 2021 года Далли выпустила внутренние руководящие принципы ЕС в отношении инклюзивного языка, в том числе использование слова «праздничный сезон» вместо Рождества, избегание гендерно-ориентированных фраз, таких как «дамы и господа», и использование таких имен, как «Малика и Хулио», для вымышленных людей, а не «Мария и Джон». Руководящие принципы подверглись критике со стороны политиков, в том числе Антонио Таяни из Forza Italia и бывшего премьер-министра Демократической партии Италии Маттео Ренци, и в конечном итоге были отозваны.
В том же месяце французские министры Марлен Шьяппа и Клеман Бон раскритиковали Далли за встречу с представителями FEMYSO, молодёжной группы, которую Франция считает связанной с «Братьями-мусульманами».

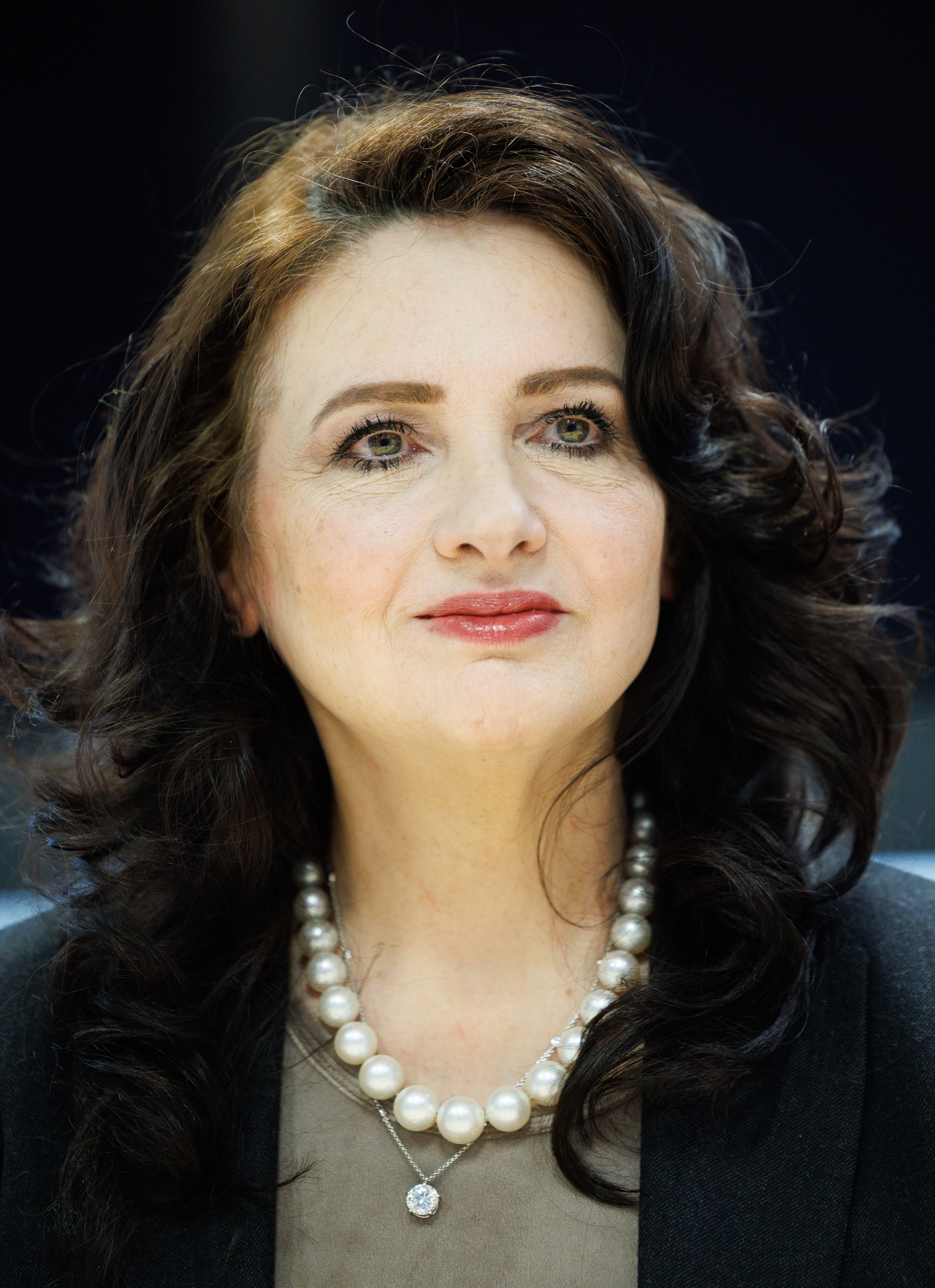
Далли в 2023 году

### Образование
Далли имеет докторскую степень по политической социологии Ноттингемского университета и читает лекции по экономической и политической социологии, государственной политике и социологии права в Мальтийском университете.

## Признание
В 2016 году Далли стала первым мальтийским номинантом и лауреатом Европейской премии за разнообразие за свою работу в области прав человека и равенства на местном и международном уровне.
В 2019 году Далли была награждена от имени Мальты премией Diversa Internacional Испанской ассоциацией юристов по борьбе с преступлениями на почве ненависти в знак признания её работы по обеспечению равенства как на внутреннем, так и на международном уровне.